# Nilde Iotti
Nilde Iotti, en el Registre Civil Leonilde Jotti, (Reggio Emilia, 10 d'abril de 1920 - Poli, província de Roma, 4 de desembre de 1999) va ser una política italiana, dirigent del Partit Comunista Italià i presidenta de la Cambra de Diputats del país del 1979 al 1992, essent ser la primera dona en exercir aquest càrrec i la persona que més temps el va exercir, essent de confessió catòlica.

## Biografia
Filla d'un ferroviari guardaagulles militant d'un sindicat socialista, va estudiar per decisió paterna en un col·legi de monges. En quedar òrfena de pare als catorze anys, va continuar els estudis gràcies a una beca per a fills de ferroviaris i es va llicenciar en lletres per la Universitat Catòlica de Milà. Va treballar durant algun temps com a professora a l'Institut Tècnic Industrial de la seva ciutat natal, fins que la seva ideologia antifeixista la va portar a dedicar-se en exclusiva a la política, arran de la proclama del mariscal Badoglio del 8 de setembre de 1943 i la subsegüent ocupació alemanya.
Durant la Segona Guerra Mundial va ser membre de la Resistència italiana, actuant com a correu i enllaç en l'organització i direcció dels Gruppi di Difesa della Donna, lligats al PCI. Un cop acabada la guerra, el 1946 va ser elegida candidata independent en les llistes del PCI, primer a l'Ajuntament de la seva ciutat i de seguida a l'Assemblea Constituent que va redactar la Constitució de la República Italiana. Nilde Iotti va figurar així entre les vint-i-una dones triades per a formar part de l'Assemblea Constituent italiana i entre les cinc que van formar part de l'anomenada «Comissió dels 75», encarregada de redactar i proposar el projecte de Constitució.
Durant els treballs de la Comissió, Iotti va conèixer el secretari nacional del PCI Palmiro Togliatti i, malgrat que era vint-i-set anys més gran que ella i que estava casat amb Rita Montagnana, es van enamorar i van iniciar una relació de parella, que només acabaria amb la mort del líder comunista en 1964. La relació es va fer pública el 1948 quan Togliatti va patir un atemptat, i no va ser ben acceptada per la militància comunista. Togliatti es va separar definitivament de la seva família i després la nova parella va adoptar una nena òrfena.
Reelegida diputada en 1949, Iotti va mantenir ininterrompudament el seu escó fins a pocs dies abans de la mort. Entre 1979 i 1992 va exercir, en tres legislatures consecutives, la Presidència de la Cambra, fita no igualada per cap dels seus antecessors. El 1987 el president de la República, Francesco Cossiga, li va encarregar la formació de govern amb un mandat exploratori. Malgrat que Iotti va concloure sense èxit la tasca, va ser la primera dona i la primera líder comunista que va estar més a prop de convertir-se en cap del govern italià.
Durant la seva activitat parlamentària, es va distingir per la defensa dels drets de la dona. Ja en l'Assemblea Constituent, va promoure la protecció estatal a la família i la igualtat dels cònjuges en el matrimoni, que després es van plasmar en els articles 29 a 31 de la Constitució. El 1955 va ser la primera signant d'una proposició de llei per a instaurar un sistema de seguretat social i pensions per a les mestresses de casa. El 1974 va participar activament en la campanya del referèndum en defensa de la llei de divorci, i el 1978 va contribuir a l'aprovació de la llei de l'avortament.
El 18 de novembre de 1999 va presentar la  dimissió de tots els càrrecs a causa dels seus greus problemes salut i la Cambra li va dedicar un llarguíssim aplaudiment. Va morir pocs dies després, a conseqüència d'un atac cardíac. El 2009, en ocasió d'una jornada commemorativa en memòria seva, el president de la República, Giorgio Napolitano va escriure:
| «                    | Nilde Iotti va donar un altissim exemple de rigor moral, de gran passió ciutadana i de total entrega a les institucions del pais. En la seva trajectòria humana i política es reflexa la història de la Itàlia Republicana, que ella va acompanyar en el camí de la reconstrucció i del desemvolupament des dels escons de l'Assamblea Constituent i més tard, des de la Cambra de Diputats, de la qual va ser presidenta, unànimement apreciada durant un llarg període en què va garantir el lliure debat entre tots els grups polítics. La lliçó política de Nilde Iotti, també en la constant afirmació del principi constitucional de la igualtat de la dona(...), manté avui intacta tota la seva força i actualitat | » |
| — Giorgio Napolitano | |   |